# 环氧乙烷
环氧乙烷是一種有機化合物，化學式是C2H4O，是一種有毒的致癌物質，以前被用來制造殺菌劑。环氧乙烷易燃易爆，不易长途运输，因此有强烈的地域性。被广泛地应用于洗涤、制药、印染等行业。在化工相關產業可作為清潔劑的起始劑。

## 实验室制法

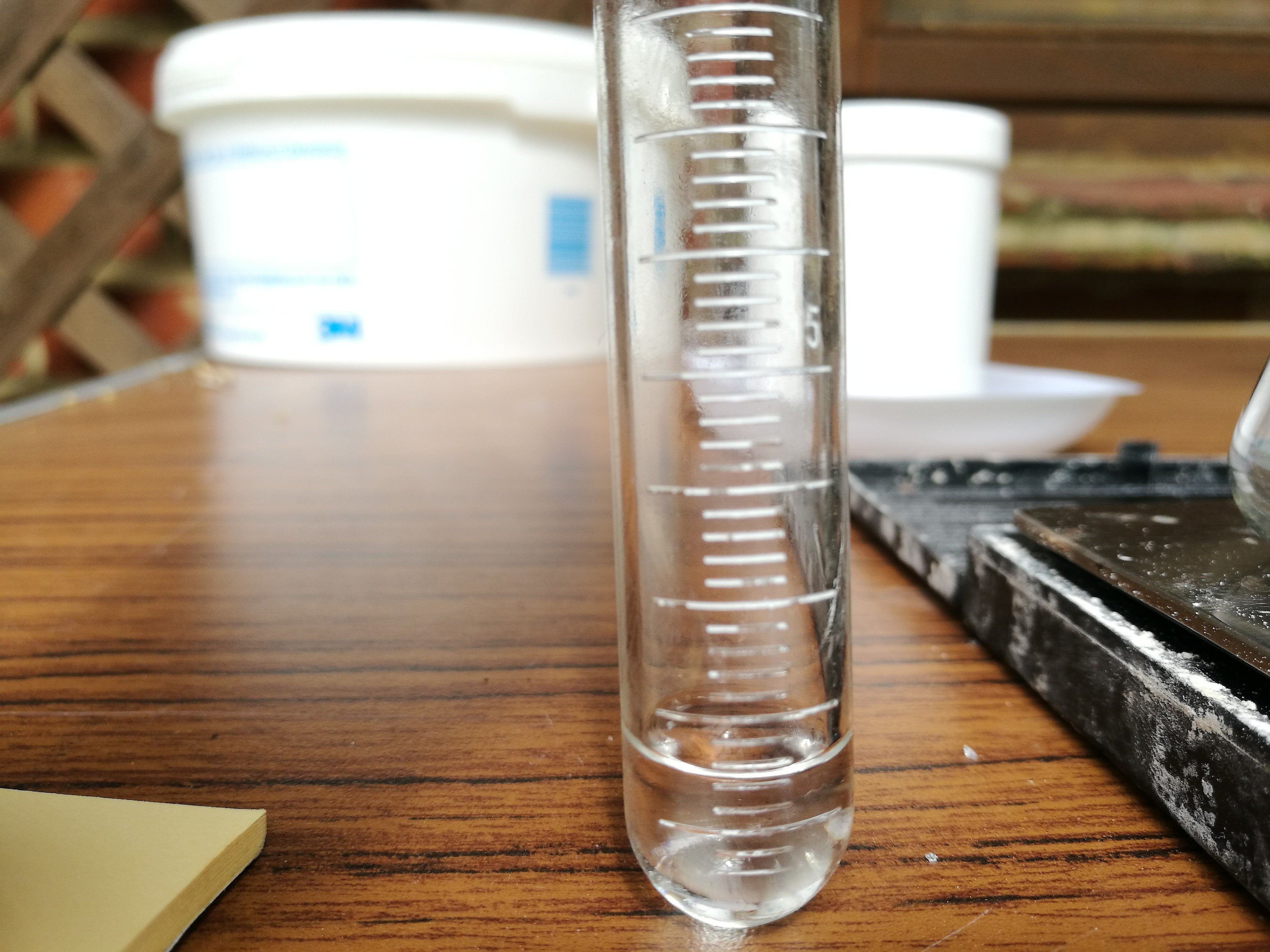
环氧乙烷液体

### 氯醇法製造環氧乙烷
从2-氯乙醇中脱去氯化氢，是由 夏尔-阿道夫·武尔茨 在1859年发明的制法，现在仍是实验室中制取环氧乙烷最普遍的方法：
Cl–CH2CH2–OH + NaOH → (CH2CH2)O + NaCl + H2O
反应需要升高温度，同时氢氧化钠、氢氧化钾、氢氧化钙、氢氧化钡、氢氧化镁或碱金属（碱土金属）的碳酸盐亦可作为反应物。
氯乙醇可由以下途径制备：
- 乙二醇与盐酸反应：

HO–CH2CH2–OH + HCl → HO–CH2CH2–Cl + H2O
- 乙烯与次氯酸反应：

CH2=CH2 + HOCl → HO–CH2CH2–Cl
- 乙烯与氯气和水反应:

CH2=CH2 + Cl2 + H2O → HO–CH2CH2–Cl + HCl
為抑制乙烯轉變成二氯乙烷，乙烯的濃度需保持在4~6％，且溶液以蒸氣加熱至沸騰。接下來乙烯氯醇溶液進入第二個製程管線中在100℃下與30％氫氧化鈣溶液反應：
2 CH3CH2–OCl + CaO → 2 (CH2CH2)O + CaCl2 + H2O
環氧乙烷產生後再以精餾方式純化，其產率約有80％。

## 性质
在氧气充足条件下容易爆炸燃烧:
2C2H4O+5O2 →4CO2+4H2O
环氧乙烷能还原硝酸银:
C2H4O+ 2AgNO3 → 2Ag + 2HNO3 + CO2 + H2O
环氧乙烷与许多化合物发生开环加成反应。
受热后易聚合，在有金属盐类或氧的存在下能分解。

## 历史
环氧乙烷由法国化学家Charles-Adolphe Wurtz于 1859 年首次报道， 他通过用氢氧化钾处理2-氯乙醇制备了环氧乙烷：
{\displaystyle {\ce {Cl-CH2CH2-OH + KOH -> (CH2CH2)O + KCl + H2O}}}
Wurtz 测得环氧乙烷的沸点为13.5 °C（56.3 °F） ，略高于现有值，并发现环氧乙烷与酸和金属盐反应的能力。  武茨错误地认为环氧乙烷具有有机碱的性质。 这种误解一直持续到 1896 年Georg Bredig发现环氧乙烷不是电解质。   它与其他醚的不同之处——特别是它参与不饱和化合物典型的加成反应的倾向——长期以来一直是一个争论的问题。 环氧乙烷的杂环三角结构是在1868年或更早提出的。 
尽管包括 Wurtz 本人在内的无数次尝试直接从乙烯生产环氧乙烷，但 Wurtz 1859 年的合成长期以来仍然是制备环氧乙烷的唯一方法。  直到1931年，法国化学家Theodore Lefort才开发出一种在银催化剂存在下直接氧化乙烯的方法。  自1940年以来，几乎所有环氧乙烷的工业生产都依赖于这一工艺。  1938年，美国化学家劳埃德·霍尔（Lloyd Hall）获得了环氧乙烷灭菌法保存香料的专利。 环氧乙烷在第一次世界大战期间作为冷却剂乙二醇和化学武器芥子气的前体获得了工业上的重要性。

## 分子结构和性质

环氧乙烷的环氧循环几乎是正三角形，键角约为60°，并且具有对应于105 kJ/mol能量的显着角应变。   作为比较，醇中的 C-O-H 角约为 110°；在醚中，C-O-C角为120°。 每个主轴的转动惯量为I A = 32.921×10−40 g·cm2, I B = 37.926×10−40 g·cm2且IC = 59.510×10−40 g·cm2 。 
通过比较表中断裂环氧乙烷中的两个 C-O 键或乙醇和二甲醚中的一个 C-O 键所需的能量，揭示了分子中碳-氧键的相对不稳定性： 
| 反应                                      | ΔH° 298, kJ/mol | 方法                   |
| ----------------------------------------- | --------------- | ---------------------- |
| (C 2 H 4 )O → C2H4 + O （两个键断裂）     | 354.38          | 根据原子焓计算         |
| C 2 H 5 OH → C 2 H 5 + OH （断开一个键）  | 405.85          | 电子撞击               |
| CH 3 OCH 3 → CH 3 O + CH 3 （断开一个键） | 334.72          | 使用自由基形成的焓计算 |

这种不稳定性与其高反应性相关，解释了其开环反应的容易程度（参见化学性质）。

## 用途

### 灭菌
環氧乙烷可殺滅細菌（及其內孢子）、黴菌及真菌，因此可用於消毒一些不能耐受高溫消毒的物品。美國化學家Lloyd Hall在1938年取得以環氧乙烷消毒法保存香料的專利，該方法直到今天仍有人使用。環氧乙烷也被廣泛用於消毒醫療用品諸如繃帶、縫線及手術器具。

### 工业合成
大部份的環氧乙烷被用於製造其它化學品，主要是乙二醇。乙二醇主要的最終用途是生產聚酯聚合物，也被用作汽車冷卻劑及防凍劑。

### 军事
由於環氧乙烷易燃及在空氣中有廣闊的爆炸濃度範圍，它有時被用作燃料氣化爆彈的燃料成份。